# Stefaniola mediterranea
Stefaniola mediterranea är en tvåvingeart som beskrevs av Möhn 1971. Stefaniola mediterranea ingår i släktet Stefaniola och familjen gallmyggor. Inga underarter finns listade i Catalogue of Life.